# West Palm Beach
West Palm Beach es una ciudad ubicada en el condado de Palm Beach en el estado estadounidense de Florida. En el Censo de 2010 tenía una población de 99.919 habitantes y una densidad poblacional de 664,71 personas por km².
Es la sede del condado, el situado más al norte del área metropolitana del Sur de la Florida. 

## Historia

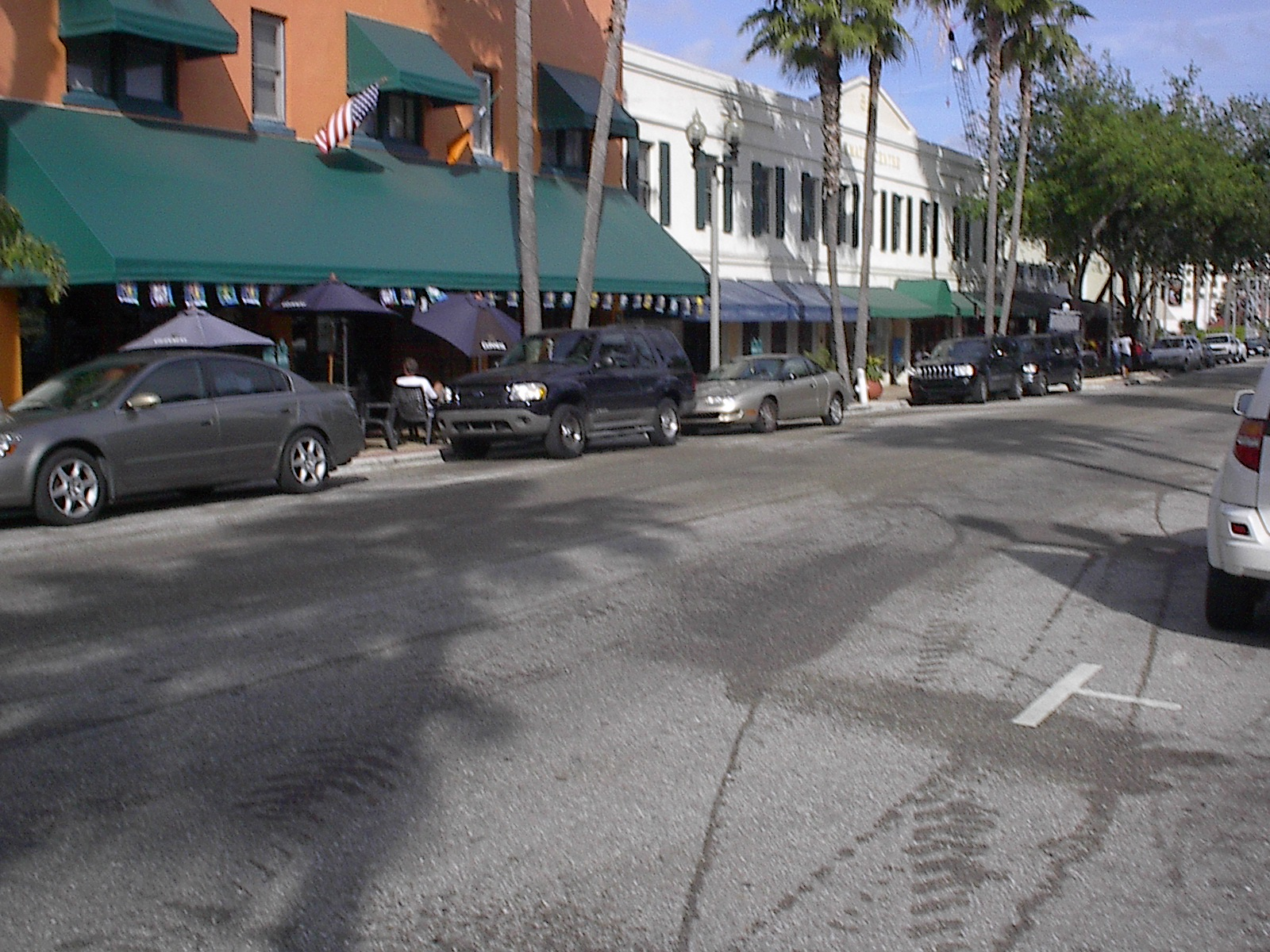
Viviendas del centro de West Palm Beach.

La ciudad fue fundada por Henry Flagler el 5 de noviembre de 1894, como una comunidad donde alojar a los miembros del servicio que trabajaban para él en dos grandes hoteles de la vecina isla de Palm Beach. El nombre original era "Westpalmbeach", pero pronto se cambió por el actual. Durante los años 20 la ciudad creció con rapidez, debido a la burbuja inmobiliaria que se produjo en todo el estado en esos años. El crecimiento declinó años más tarde, debido a los huracanes de 1926 y 1928 y a la Gran depresión.
En los años 60, la construcción de un gran centro comercial, el primero del condado, y de un pabellón deportivo cubierto hicieron revivir de nuevo la ciudad, pero el crimen y las tensiones raciales hicieron que cayera de nuevo. Ya en los 70, la construcción de altos y elegantes edificios, incluido el Trump Plaza, propiedad de Donald Trump, así como la reconversión del centro de la ciudad añadiéndole zonas comerciales la hicieron resurgir de nuevo.

## Geografía y clima
De acuerdo con la Oficina del Censo de los Estados Unidos, la ciudad tiene un área total de 150,7 km², de los cuales 142,8 km² son de tierra y 7,9 km² (el 5.26%) es agua. 

### Clima
El clima en West Palm Beach es tropical. El breve y apacible invierno (de diciembre a primeros de marzo) hace que las temperaturas oscilen entre los 5 y 9 °C de mínima y entre 18 y 28 de máxima, aunque ha habido inviernos más fríos, llegando incluso a registrarse -2,8 °C en 1977. Otras heladas históricas sucedieron en los años 1983, 1989, 1997 y 2006. 
Los 6 meses de verano (de mayo a octubre) son cálidos y húmedos, aunque los vientos del océano Atlántico y las tormentas verpertinas suelen refrescar el ambiente al atardecer. Las temperaturas diarias oscilan entre los 30-33 °C, aunque en ocasiones la humedad y el calor hacen que estén entre los 32 y 38 °C. Las mínimas son extremadamente suaves, rondando los 22-27 °C.
Los meses de transición, noviembre, marzo y abril, son típicamente secos y cálidos, con temperaturas que suelen oscilar entre los 12 y los 28 °C. La temporada de huracanes comienza oficialmente el 1 de junio y dura hasta el 30 de noviembre. La ciudad ha sido víctima de estos últimos en los años 1928, 1949, 1979, 1992, 2004 y 2005.

## Educación

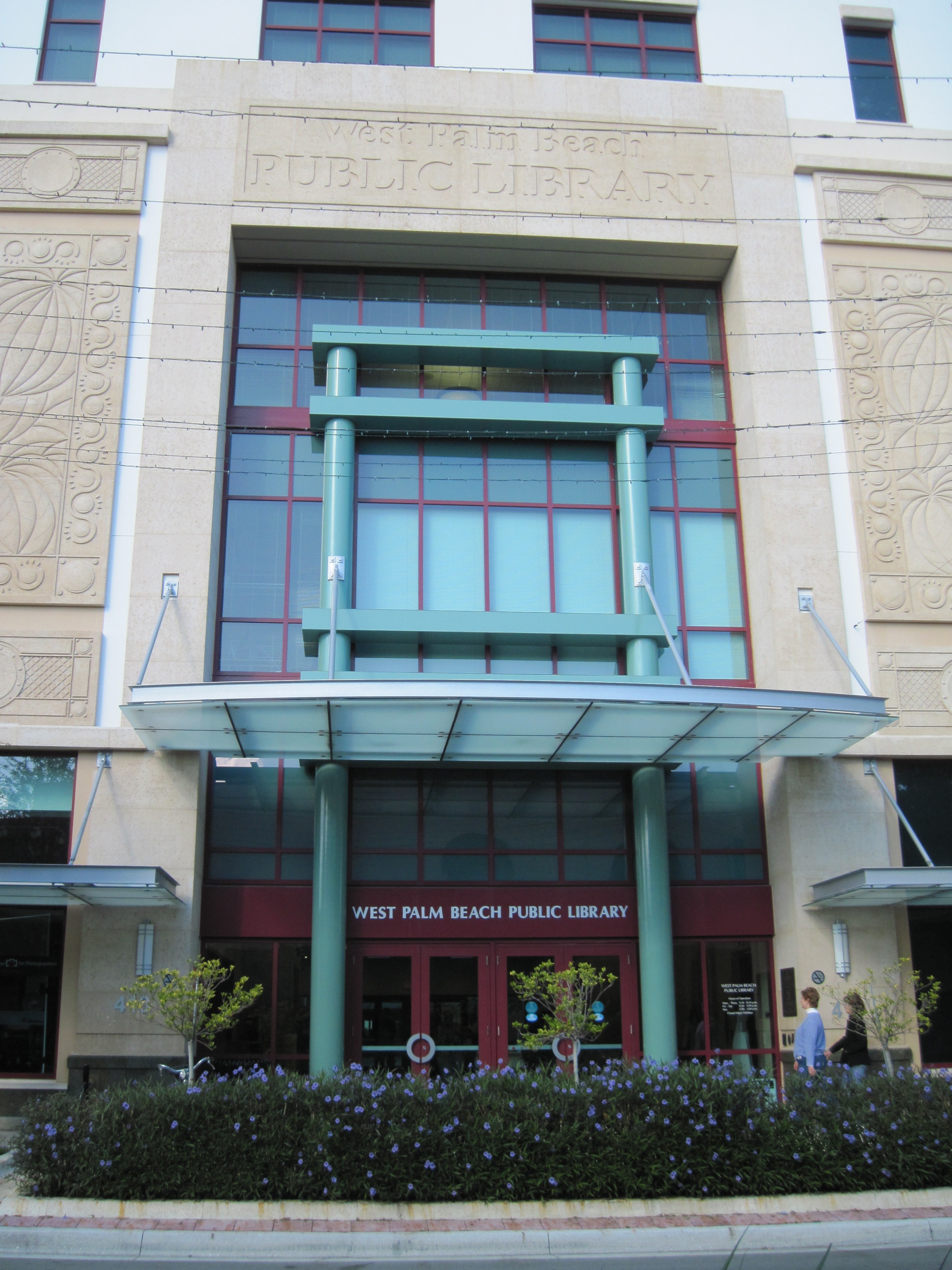
Mandel Public Library, la biblioteca pública de la ciudad

El Distrito Escolar del Condado de Palm Beach gestiona las escuelas públicas.
La biblioteca pública de la Ciudad de West Palm Beach es la Mandel Public Library. La biblioteca se inició en 1895 en la iglesia Congregational Church como el Salón de Lectura de West Palm Beach. Se trasladó a su sitio actual en 2009.
El Sistema de Bibliotecas del Condado de Palm Beach tiene la Main Library en una área no incorporada, cerca de West Palm Beach.

### Idiomas
En el año 2000, un 72,49% de la población tenía el inglés como primer idioma, mientras que los que tenían el español como primero eran un 17,71%. El criollo haitiano lo hablaba un 4,46% y el francés un 1,27%.

## Geografía
West Palm Beach se encuentra ubicada en las coordenadas 26°44′54″N 80°7′36″O / 26.74833, -80.12667. Según la Oficina del Censo de los Estados Unidos, West Palm Beach tiene una superficie total de 150.32 km², de la cual 143.21 km² corresponden a tierra firme y (4.73%) 7.11 km² es agua.

## Demografía
Según el censo de 2010, había 99.919 personas residiendo en West Palm Beach. La densidad de población era de 664,71 hab./km². De los 99.919 habitantes, West Palm Beach estaba compuesto por el 56.72% blancos, el 32.46% eran afroamericanos, el 0.5% eran amerindios, el 2.26% eran asiáticos, el 0.11% eran isleños del Pacífico, el 5.27% eran de otras razas y el 2.68% pertenecían a dos o más razas. Del total de la población el 22.62% eran hispanos o latinos de cualquier raza.